# Młodzieżowe Mistrzostwa Ameryki Południowej w Lekkoatletyce 2008
3. Młodzieżowe Mistrzostwa Ameryki Południowej w Lekkoatletyce – zawody lekkoatletyczne dla sportowców do lat 23, które odbyły się w stolicy Peru Limie w dniach 5–9 września 2008 roku.

## Rezultaty

### Mężczyźni
| Konkurencja:                  | 1. miejsce          | Rezultat     | 2. miejsce             | Rezultat    | 3. miejsce              | Rezultat   |
| Bieg na 100 m                 | Nilson André        | 10.69        | Bruno de Barros        | 10.70       | Franklin Nazareno       | 10.84      |
| Bieg na 200 m                 | Bruno de Barros     | 21.13        | Franklin Nazareno      | 21.38       | Nilson André            | 21.53      |
| Bieg na 400 m                 | Andrés Silva        | 46.73        | Helder Alves           | 46.95       | Rubén Headly            | 47.94      |
| Bieg na 800 m                 | Fernando da Silva   | 1:50.09      | Diomar de Souza        | 1:50.11     | Ramón Michel            | 1:50.32    |
| Bieg na 1500 m                | Mario Bazán         | 3:50.65      | Freddy Espinoza        | 3:50.98     | Mauricio Valdivia       | 3:52.11 SB |
| Bieg na 5000 m                | Robson de Lima      | 14:24.25 PB  | Mario Bazán            | 14:25.48    |                         |            |
| Bieg na 10000 m               | Robson de Lima      | 30:25.63     | Andrés Peña            | 30:27.72 PB |                         |            |
| Bieg na 110 m przez płotki    | Jorge McFarlane     | 14.24 SB     | Luiz Alberto de Araújo | 14.34       | Éder Antônio Souza      | 14.34      |
| Bieg na 400 m przez płotki    | Andrés Silva        | 51.33 SB     | Thiago Sales           | 51.52       | Ingo Stotz              | 52.81      |
| Bieg na 3000 m z przeszkodami | Mario Bazán         | 8:52.95      | Eduardo Antunes        | 8:57.49     |                         |            |
| Skok wzwyż                    | Wanner Miller       | 2.17         | Guilherme Cobbo        | 2.14        | Diego Ferrín            | 2.11 SB    |
| Skok o tyczce                 | Germán Chiaraviglio | 5.10         |                        |             |                         |            |
| Skok w dal                    | Jorge McFarlane     | 7.72 SB      | Hugo Chila             | 7.60        | Vicente Aguirre         | 7.29       |
| Trójskok                      | Hugo Chila          | 16.68 SB     | Hilton da Silva        | 15.94       | Heleno Rodrigues        | 15.48      |
| Pchnięcie kulą                | Raoni de Morais     | 17.43 PB     | Eder César Moreno      | 17.03       | Javier Eduardo Nieto    | 16.83      |
| Rzut dyskiem                  | Gerson dos Santos   | 52.79 SB     | Max Alonso             | 52.61       | Raoni de Morais         | 51.58 SB   |
| Rzut oszczepem                | Ignacio Guerra      | 74.55        | Víctor Fatecha         | 69.69       | Júlio César de Oliveira | 66.46      |
| Dziesięciobój                 | Danilo Xavier       | 7435 pkt. PB | Ânderson Venâncio      | 7319 pkt.   |                         |            |

### Kobiety
| Konkurencja:                  | 1. miejsce            | Rezultat     | 2. miejsce                      | Rezultat      | 3. miejsce                | Rezultat        |
| Bieg na 100 m                 | Rosângela Santos      | 11.91        | Ana Claudia da Silva            | 12.09         |                           |                 |
| Bieg na 200 m                 | Ana Claudia da Silva  | 24.06        | Vanda Gomes                     | 24.88         |                           |                 |
| Bieg na 400 m                 | Jailma de Lima        | 54.46        | Madelene Rondón                 | 54.64         |                           |                 |
| Bieg na 800 m                 | Madelene Rondón       | 2:05.85 PB   | Muriel Coneo                    | 2:07.70       | Thayra Francis dos Santos | 2:08.47 SB      |
| Bieg na 1500 m                | Sabine Heitling       | 4:34.42      |                                 |               |                           |                 |
| Bieg na 5000 m                | Inés Melchor          | 16:44.59     | Karina Villasana                | 16:54.96 PB   |                           |                 |
| Bieg na 10000 m               | Inés Melchor          | 35:43.27 SB  |                                 |               |                           |                 |
| Bieg na 100 m przez płotki    | Fabiana dos Santos    | 14.25        |                                 |               |                           |                 |
| Bieg na 400 m przez płotki    | Higlécia de Oliveira  | 59.71 SB     | Aline da Silva                  | 61.34         | Karina Caicedo            | 61.60 SB        |
| Bieg na 3000 m z przeszkodami | Sabine Heitling       | 10:17.35     | Isabel da Silva                 | 10:36.40 PB   | Ingrid Galloso            | 10:39.82 NR, PB |
| Chód na 20 km                 | Johana Ordóñez        | 1:40:22.0 SB | Magaly Andrade                  | 1:41:22.0 PB  | Ingrid Hernández          | 1:41:49.0 PB    |
| Skok wzwyż                    | Aline Fernanda Santos | 1.77 SB, =PB | Daiana Sturtz Monique Varmeling | 1.74 =SB 1.74 |                           |                 |
| Skok o tyczce                 | Sara Pereira          | 3.70         |                                 |               |                           |                 |
| Skok w dal                    | Eliane Martins        | 6.11         | Verónica Davis                  | 5.79          |                           |                 |
| Trójskok                      | Verónica Davis        | 13.41        | Simone de Oliveira              | 13.07 PB      | Lorena Mina               | 12.86           |
| Pchnięcie kulą                | Natalia Ducó          | 17.77        | Anna Pereira                    | 15.32 SB      | Renata Severiano          | 14.28           |
| Rzut dyskiem                  | Rocío Comba           | 54.03        | Andressa de Morais              | 51.24         | Luz Montaño               | 48.89           |
| Rzut młotem                   | Rosa Rodríguez        | 64.76        | Marynna de Jesus                | 56.83         | Marcela Solano            | 52.91           |
| Rzut oszczepem                | Diana Rivas           | 50.64        | María Paz Ríos                  | 48.58         | Jucilene de Lima          | 48.44           |
| Siedmiobój                    | Vanessa Spínola       | 5138 pkt.    | Karine Farias                   | 4981 pkt.     |                           |                 |